# Epigeneium
Epigeneium es un género que tiene 40 especies de orquídeas epifitas. Es nativo de India, China, sudeste de Asia, Indonesia y Filipinas.

## Descripción
La mayoría de las especies del género son epífitas, rara vez litófitas. Son plantas con rizomas y pseudobulbos alargados o globosos, con hojas ovaladas alargadas, con dos o tres hojas coriáceas de unos 10 cm de longitud. Su tallo floral puede llegar a los cuarenta centímetros, conteniendo hasta diez flores.  Las flores son de trilobadas. 

## Taxonomía
El género  fue descrito por  François Gagnepain  y publicado en Bulletin du Muséum d'Histoire Naturelle, sér. 2 4(5): 593–594. 1932.
Etimología
Epigeneium: nombre genérico deriva de dos palabras latinizadas del griego : επί (epi), que significa "en", "sobre" y γένειον (géneion), que significa "barbilla", en referencia a la forma en barbilla del labio de la flor de esta especie.

## Especies deEpigeneium
- Epigeneium acuminatum  (Rolfe) Summerh. 1957
- Epigeneium amplum  (Lindl.) Summerh. 1957
- Epigeneium arjunoense  J.J.Wood & J.B.Comber 1996
- Epigeneium banghamii  (Ames & C.Schweinf.) Garay & G.A.Romero 1999
- Epigeneium cacuminis  (Gagnep.) Summerh. 1957
- Epigeneium chapaense  Gagnep. 1932
- Epigeneium clemensiae  Gagnep. 1932
- Epigeneium cymbidioides  (Blume) Summerh. 1957
- Epigeneium dempoense  (J.J.Sm.) Summerh. 1957
- Epigeneium exilifolium  (Ames & C.Schweinf.) Garay & G.A.Romero 1999
- Epigeneium fargesii  (Finet) Gagnep. 1932 - especie tipo -
- Epigeneium fuscescens  (Griff.) Summerh. 1957
- Epigeneium gaoligongense  Hong Yu & S.G.Zhang (2005)
- Epigeneium geminatum  (Blume) Summerh. 1957
- Epigeneium gracilipes  (Burkill) Garay & G.A.Romero 1999
- Epigeneium kinabaluense  (Ridl.) Summerh. 1957
- Epigeneium labuanum  (Lindl.) Summerh. 1957
- Epigeneium laurifolium  (Kraenzl.) Summerh. 1957
- Epigeneium longipes  (Hook.f.) Summerh. 1957
- Epigeneium longirepens  (Ames & C.Schweinf.) Seidenf. 1980
- Epigeneium macropodum  (Hook.f.) Summerh. 1957
- Epigeneium mimicum  Ormerod 2003
- Epigeneium nakaharaei  (Schltr.) Summerh. 1956
- Epigeneium naviculare  (N.P.Balakr. & [[Sud.Chowdhury[]]) Hynn. & Wadhwa (2000)
- Epigeneium pulchellum  (Ridl.) Summerh. 1957
- Epigeneium quinquecallosum  (J.J.Sm.) Summerh. 1957
- Epigeneium radicosum  (Ridl.) Summerh. 1957
- Epigeneium rotundatum  (Lindl.) Summerh. 1957
- Epigeneium simplex  (J.J.Sm.) Summerh. 1957
- Epigeneium speculum  (J.J.Sm.) Summerh. 1957
- Epigeneium stell a-silvae (Loher & Kraenzl.) Summerh. 1957
- Epigeneium treacherianum  (Rchb.f. ex Hook.f.) Summerh. 1957
- Epigeneium treutleri  (Hook.f.) Ormerod 2000
- Epigeneium tricallosum  (Ames & C.Schweinf.) J.J.Wood 1990
- Epigeneium triflorum  (Blume) Summerh. 1957
- Epigeneium tsangianum  Ormerod 2004
- Epigeneium uncipes  (J.J.Sm.) Summerh. 1957
- Epigeneium verruciferum  (Rolfe) Summerh. 1957
- Epigeneium wichersii  (Schltr.) Summerh. 1957
- Epigeneium zebrinum  (J.J.Sm.) Summerh. 1957